# Skrzydłówko
Skrzydłówko (kaszb. Skrzidłówkò) – wieś w Polsce, w województwie pomorskim, w powiecie kościerskim, w gminie Nowa Karczma przy drodze wojewódzkiej nr 226. Miejscowość jest częścią składową sołectwa Skrzydłowo.
Do 2023 miejscowość była częścią wsi Skrzydłowo.
W latach 1975–1998 miejscowość administracyjnie należała do województwa gdańskiego.

## Nazwy źródłowe miejscowości
niem. Nieder Schriedlau